# 아구스틴 바리오스

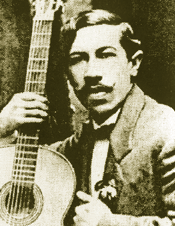

아구스틴 피오 바리오스(Agustín Pío Barrios, 1885년 5월 5일 ~ 1944년 8월 7일)는 파라과이의 클래식 기타 연주자, 작곡가다. 아구스틴 바리오스 망고레(Agustín Barrios Mangoré) 또는 니추가 망고레(Nitsuga Mangoré)라고 부르기도 한다.